# 이케노우라시사이드역
이케노우라시사이드역(일본어: 池の浦シーサイド いけのうらシーサイドえき[*])은 일본 미에현 이세시에 위치한 도카이 여객철도 산구선의 철도역(임시 승강장)이다. 단선 승강장 1면 1선의 구조를 갖춘 지상역이다.

## 이용 현황
| 연도     | 이용 인원 | 연도     | 이용 인원 |
| 1997년도 | 143       | 2006년도 | 8         |
| 1998년도 | 74        | 2007년도 | 13        |
| 1999년도 | 126       | 2008년도 | 13        |
| 2000년도 | 30        | 2009년도 | 7         |
| 2001년도 | 24        | 2010년도 | 15        |
| 2002년도 | 19        | 2011년도 | 17        |
| 2003년도 | 5         | 2012년도 | 17        |
| 2004년도 | 9         | 2013년도 | 17        |
| 2005년도 | 4         |          |           |
| -------- | --------- | -------- | --------- |

## 역 주변
- 마콘데 미술관
- 이케노우라 해수욕장

## 역사
- 1989년 7월 16일 : 개업.

## 인접 역
| 도카이 여객철도 산구선 | 도카이 여객철도 산구선 | 도카이 여객철도 산구선 |
| ---------------------- | ---------------------- | ---------------------- |
| 마쓰시타 다키 방면     | ■ 산구선               | 도바 도바 방면         |